# Imus
Imus est une ville de 1re classe, capitale de la province de Cavite aux Philippines. Selon le recensement de 2010 elle est peuplée de 301 624 habitants.

## Barangays

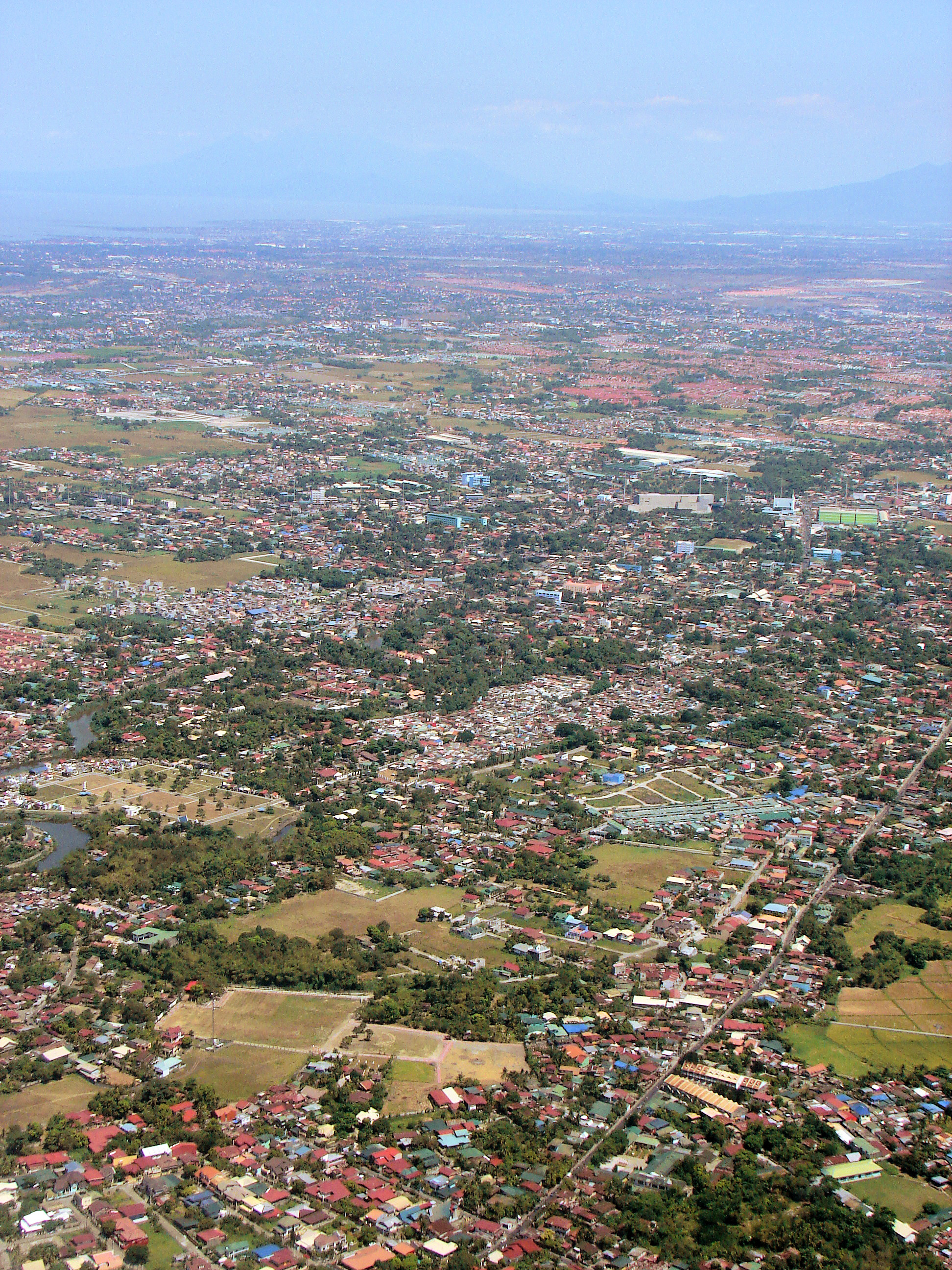
Vue aérienne d'Imus

Imus est divisée en 97 barangays.
- Alapan 1-A
- Alapan 1-B
- Alapan 1-C
- Alapan 2-A
- Alapan 2-B
- Anabu 1-A
- Anabu 1-B
- Anabu 1-C
- Anabu 1-D
- Anabu 1-E
- Anabu 1-F
- Anabu 1-G
- Anabu 2-A
- Anabu 2-B
- Anabu 2-C
- Anabu 2-D
- Anabu 2-E
- Anabu 2-F
- Bagong Silang
- Bayan Luma 1
- Bayan Luma 2
- Bayan Luma 3
- Bayan Luma 4
- Bayan Luma 5
- Bayan Luma 6
- Bayan Luma 7
- Bayan Luma 8
- Bayan Luma 9
- Bucandala 1
- Bucandala 2
- Bucandala 3
- Bucandala 4
- Bucandala 5
- Buhay na Tubig
- Carsadang Bago 1
- Carsadang Bago 2
- Mariano Espeleta 1
- Mariano Espeleta 2
- Mariano Espeleta 3
- Magdalo
- Maharlika
- Malagasang 1-A
- Malagasang 1-B
- Malagasang 1-C
- Malagasang 1-D
- Malagasang 1-E
- Malagasang 1-F
- Malagasang 1-G
- Malagasang 2-A
- Malagasang 2-B
- Malagasang 2-C
- Malagasang 2-D
- Malagasang 2-E
- Malagasang 2-F
- Malagasang 2-G
- Medicion 1-A
- Medicion 1-B
- Medicion 1-C
- Medicion 1-D
- Medicion 2-A
- Medicion 2-B
- Medicion 2-C
- Medicion 2-D
- Medicion 2-E
- Medicion 2-F
- Pag-Asa 1
- Pag-Asa 2
- Pag-Asa 3
- Palico 1
- Palico 2
- Palico 3
- Palico 4
- Pasong Buaya 1
- Pasong Buaya 2
- Pinagbuklod
- Poblacion 1-A
- Poblacion 1-B
- Poblacion 1-C
- Poblacion 2-A
- Poblacion 2-B
- Poblacion 3-A
- Poblacion 3-B
- Poblacion 4-A
- Poblacion 4-B
- Poblacion 4-C
- Poblacion 4-D
- Tanzang Luma 1
- Tanzang Luma 2
- Tanzang Luma 3
- Tanzang Luma 4
- Tanzang Luma 5
- Tanzang Luma 6
- Toclong 1-A
- Toclong 1-B
- Toclong 1-C
- Toclong 2-A
- Toclong 2-B

## Démographie
| Année | Habitants | Évolution |
| ----- | --------- | --------- |
| 1995  | 177 408   | -         |
| 2000  | 195 482   | 10,19 %   |
| 2007  | 253 158   | 29,50 %   |
| 2010  | 301 624   | 19,14 %   |